# Alberto Barroso Macarro
Alberto Barroso Macarro (Madrid, 1994. július 8. –) spanyol válogatott vízilabdázó, a Club Natació Sant Andreu játékosa. 2017-ben tagja volt nemzete válogatottjának a budapesti rendezésű világbajnokságon.

## Nemzetközi eredményei
- Világbajnokság
  - ezüstérmes (2019)
  - 9. helyezés (Budapest, 2017)